# Nagira Tomokazu
Nagira Tomokazu (Izumo, 1985. október 17. –) japán válogatott labdarúgó.

## Nemzeti válogatott
A japán U20-as válogatott tagjaként részt vett a 2005-ös ifjúsági labdarúgó-világbajnokságon.